# Miguel Ostersen
Miguel Ostersen Hernández (Ciudad de México, 11 de enero de 1980) es un futbolista mexicano de ascendencia danesa. Juega de defensa central y actualmente se encuentra sin equipo.

## Clubes
| Club                   | País                | Año         | Partidos | Goles | Media |
| ---------------------- | ------------------- | ----------- | -------- | ----- | ----- |
| Correcaminos de la UAT | México              | 2000 - 2002 | 9        | 0     | 0     |
| Necaxa                 | México              | 2002 - 2003 | 7        | 0     | 0     |
| Alacranes de Durango   | México              | 2004 - 2007 | 102      | 0     | 0     |
| Coronel Bolognesi      | Perú                | 2007 - 2008 | 25       | 1     | 0.04  |
| Puebla F.C.            | México              | 2008 - 2009 | 2        | 0     | 0     |
| Total en su carrera    | Total en su carrera | 2000 - 2009 | 145      | 1     | 0.01  |

## Palmarés
| Título          | Club              | País | Año  |
| --------------- | ----------------- | ---- | ---- |
| Torneo Clausura | Coronel Bolognesi | Perú | 2007 |